# تبادل أوليفيني

مخطط تفاعل التبادل الأوليفيني، وتبدو فيه المجموعات المتبادلة ملونة

التبادل الأوليفيني في الكيمياء العضوية هو تفاعل عضوي يتضمن إعادة توزيع للبقايا الألكينية (الأوليفينية) عبر فصم الرابطة الكيميائية ثم إعادة التشكل والتبادل بين المجموعات الوظيفية المرتبطة إلى الروابط الثنائية بين ذرتي الكربون C=C.
يجرى هذا النوع من التفاعلات باستخدام حفاز ملائم، ولا يترافق سير التفاعل عادة بتشكل الكثير من المنتجات الثانوية أو النفايات الخطرة. نظراً لإماطة اللثام عن آلية هذه التفاعلات واكتشافهم للعديد من الحفازات النشطة والفعالة لتفاعلات التبادل الأوليفيني فقد تشارك كل من إيف شوفان وروبرت غرابز وريتشارد شروك في شرف الحصول على جائزة نوبل في الكيمياء سنة 2005.

## الحفازات
عادة ما تجرى تفاعلات التبادل الأوليفيني وفق تحفيز غير متجانس، وتحضر هذه الحفازات عادةً بتنشيط هاليد الفلز الانتقالي في الموقع باستخدام مركب ألومنيوم عضوي أو مركب قصدير عضوي بوجود دعامة من الألومينا. أما الحفازات التجارية فمتوفرة من المركبات العصوية الفلزية، والتي عادة ما تحوي بنيتها على ذرة مركزية من الموليبدنوم أو الروثينيوم. أما بالنسبة للتحفيز المتجانس فمن الأمثلة عليها حفازات غرابز أو حفازات شروك، تحوي حفازات شروك على مراكز من ذرتي الموليبدنوم والتنغستن السداسي المرتبطة مع ربيطات من ألكوكسيد وإيميد.
أما حفازات غرابز فهي معقدات تناسقية شبيهة الكربين للروثينيوم الثنائي.